# 奥宏史
奥 宏史（おく ひろし）は、日本の電子制御工学・システム工学者。大阪工業大学工学部電子情報システム工学科教授。工学博士（東京大学）。国際自動制御連盟（IFAC）SYSID2021国際プログラム委員。
専門は、数理情報、電子制御工学・システム工学（特にシステム同定、ニューラルネットワーク、ドローン制御システム）など。

## 経歴
1994年大阪大学工学部電子制御機械工学科を卒業。2000年東京大学大学院工学系研究科計数工学専攻博士課程修了、工学博士（東京大学）。その後、オランダのトゥウェンテ大学ポスドク研究員を経て、2002年大阪工業大学工学部電子情報通信工学科に着任し、2019年電子情報システム工学科准教授、2021年同学科教授。
主な所属学会は、システム制御情報学会（ISCIE）、計測自動制御学会（SICE）、国際自動制御連盟（IFAC）など。主な著書は、システム同定（共著、コロナ社2017、学術書）、制御の事典（共著、朝倉書店2015、学術書）。主な受賞は、システム制御情報学会論文賞、計測自動制御学会SI2019優秀講演賞など。

## 主な研究
- ユーザのシステム同定法選択のためのデータに基づく統計学的評価法の開発[3]
- ロバスト制御系の常時最適化と瞬時再設計による実用的適応制御研究課題
- 不安定系に対する出力誤差型閉ループ部分空間同定法の誤差分散解析
- 高速逐次部分空間同定法によるフィードバック系の実時間変化検出法の開発
- システムダイナミクス変化の検出法の開発

社会人向けの制御・システム工学の対外啓蒙活動として、システムイノベーションセンター人財育成協議会主催「システム構築のための数理モデリング講習会」2020でプログラム講師を務めている。また、国際交流の推進活動として、タマサート大学研究者を招致しての英語講演会のサポートを行っている(2022)。
主な国際会議での発表は、
- SICE Annual Conference 2020  (チェンマイ- Online) ：

「A Numerical Study on Convergence Property of a Closed-Loop Subspace Model Identification Method」 
- IFAC World Congress 2020  (ドイツ-Online)：

「Consistency Analysis of the Extended Observability Matrix of Output-Error Closed-Loop Subspace Model Identification」
- The 9th Vienna International Conference 2018 on Mathematical Modelling  (ウィーン工科大学)：

「Closed-Loop Identification for a Continuous-Time Model of a Multivariable Dual-Rate System with Input Fast Sampling」
- The 21st International Symposium on Mathematical Theory of Networks and Systems (MTNS 2014)  (フローニンゲン) ：

「Online statistical change detection for a multivariable system in closed-loop using recursive estimation of a high-order model」